# کازوشین
کازوشین (به لاتین: Kałuszyn) یک شهر و گمینا در لهستان است، که در گمینا کاووشن واقع شده‌است. کازوشین ۱۲٫۲۹ کیلومتر مربع مساحت و ۲٬۹۰۵ نفر جمعیت دارد.